# Nicolas Minorsky
Nicolas Minorsky ou também Nikolai Fyodorovich Minorsky (em russo:  Николай Федорович Минорский; Korcheva, Oblast de Tver, Império Russo, 24 de setembro de 1885 — Itália, 31 de julho de 1970) foi um engenheiro russo radicado nos Estados Unidos.
É conhecido por sua análise teórica e a primeira proposta de aplicação de controladores PID em sistemas de direção automática de navios da Marinha dos Estados Unidos.

## Publicações
- Directional stability of automatically steered bodies. 1920 (Journal of the American Society of Naval Engineers, Volume 34, 1922, p. 280–309)
- Introduction to Nonlinear Mechanics. 1947
- The Principles and Practice of Automatic Control. In: The Engineer. 1937, p. 322
- Introduction to non-linear mechanics. Topological methods, analytical methods, non-linear resonance, relaxation oscillations. 1947
- Nonlinear oscillations. 1962
- com Eugene Leimanis: Dynamics and nonlinear mechanics. Some recent advances in the dynamics of rigid bodies and celestial mechanics. 1958
- Nonlinear oscillations. 1962
- Théorie des oscillations. 1967
- Theory of nonlinear control systems. 1969